# Edward B. Murray
Edward B. Murray, né le 2 mai 1955 à Aberdeen, est un homme politique américain, membre du Parti démocrate. Il est maire de Seattle de 2014 à 2017.

## Biographie
Ed Murray est diplômé en sociologie de l'université de Portland. Il est membre de la Chambre des représentants de l'État de Washington de 1995 à 2007, puis sénateur du même État jusqu'en 2013. Le 5 novembre 2013, il est élu maire de la ville de Seattle avec 52 % des voix face au maire sortant Michael McGinn. Il entre en fonction le 1er janvier 2014.
Le 13 septembre 2017, il démissionne en raison d'allégations d'agressions sexuelles remontant aux années 1970.